# So Jealous
Albums de Tegan and Sara
If It Was You
(2002) The Con
(2007)
So Jealous est un album studio des jumelles Canadiennes Tegan and Sara, sorti le 14 septembre 2004. C'est leur 3e album par Vapor Records, et leur 4e album en général. Une des chansons, "Walking With A Ghost", a été reprise par The White Stripes et est même devenu le titre de leur EP. La couverture a été entièrement créée par Emily Storey.

## Critiques
Chez Metacritic, qui score les critiques sur 100 d'une façon très précise, l'album a reçu la note de 70, ce qui correspond à "critiques généralement favorables", basé sur 20 critiques.  

Meredith Ochs, critique pour Rolling Stone, a indiqué que l'album était brillant et qu'il marquait probablement le début d'une belle carrière . Elle nota aussi la progression des précédents albums de Tegan and Sara, "indie-folk", vers ce son plus "pop-punk", inspiré de la pop des années 1980. Elle cite "Where Does The Good Go" et "Speak Slow" comme les chansons à écouter. 

Dans une critique pour AllMusic, Stephen Thomas Erlewine donne à l'album 4 étoiles sur 5. Il le décrit comme ambitieux et vivant, et dit que c'est alors "l'album le plus satisfaisant" de Tegan and Sara. De même, il note la différence de son par rapport à leurs albums précédents, ainsi qu'une "lourde dose d'une nouvelle vague émotionnelle". Il commente aussi le fait que, même si "So Jealous" est plus accessible à une audience plus large, Tegan and Sara reste un groupe d'un genre "à part" (dans le sens où toutes les oreilles n'y sont pas aguerries). 

Michael Endelman, de Entertainment Weekly, a donné à l'album un B+, et remarqué le son nouveau et les influences plus rock.

Marc Hogan, de Pitchfork, a quant à lui fait une critique négative, avec la note de 3,4/10.

## Liste des chansons
| No  | Titre                  | Durée |
| --- | ---------------------- | ----- |
| 1.  | You Wouldn't Like Me   | 2:56  |
| 2.  | Take Me Anywhere       | 2:31  |
| 3.  | I Bet It Stung         | 3:35  |
| 4.  | I Know I Know I Know   | 3:44  |
| 5.  | Where Does the Good Go | 3:37  |
| 6.  | Downtown               | 4:25  |
| 7.  | I Won't Be Left        | 2:38  |
| 8.  | Walking with a Ghost   | 2:30  |
| 9.  | So Jealous             | 2:58  |
| 10. | Speak Slow             | 2:21  |
| 11. | Wake Up Exhausted      | 3:16  |
| 12. | We Didn't Do It        | 3:48  |
| 13. | Fix You Up             | 2:53  |
| 14. | I Can't Take It        | 4:30  |

| 15. | Love Type Thing | 1:48 |

## Personnes ayant collaboré
| Musique - Nick Blasko — violon - Chris Carlson — basse - David Carswell — guitare, piano - Rob Chursinhoff — percussions, batterie - John Collins — guitare, percussions - Howard Redekopp — guitare, clavier - Matt Sharp — claviers - Tegan and Sara — orgue, guitare, percussions, piano, clavier | Production - David Carswell — producteur - John Collins — producteur - Steve Hall — mastering - Joel Livesy — ingénieur assistant - Misha Rajaratnam — ingénieur assistant - Howard Redekopp — producteur, ingénieur, mixing - Rob Stesanson — ingénieur assistant - Tegan and Sara — producteur Design - Dustin Rabin — photographie |